# プロテクター RWS

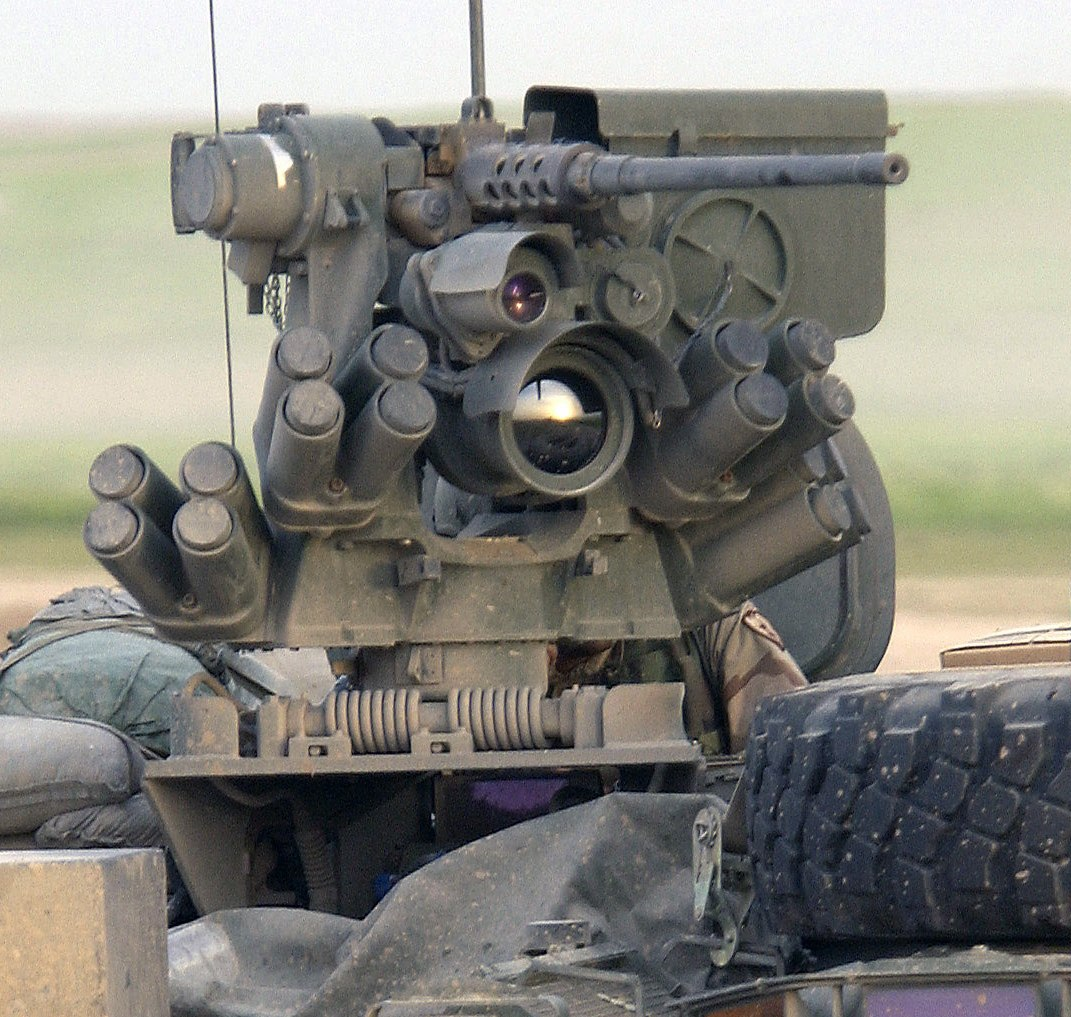
M2重機関銃を搭載したM151 プロテクター

プロテクター RWS（Protector Remote Weapon Station, Protector RWS）は、ノルウェーの防衛・宇宙関連企業であるコングスベルグ・ディフェンス&エアロスペース社によって開発されたRWS（Remote Weapon Station, 遠隔操作式銃塔）である。

## 概要
プロテクター RWSはコングスベルグ・ディフェンス社によって開発されたRWSである。製造および販売活動はコングスベルグ・ディフェンス社のほか、フランスのタレス・グループでも行われている。
プロテクター RWSにはいくつかのバリエーションが存在し、12.7mm重機関銃、7.62mm汎用機関銃、5.56mm軽機関銃、40mm グレネードランチャーといった多様な火器を搭載する事が可能である。大型のモデルにはFGM-148 ジャベリン対戦車ミサイル、AGM-114 ヘルファイア対戦車ミサイルを搭載可能である。
2021年、コングスベルグは製品ラインの再編を行い、以降については同社リモートウェポンシステム製品は3種類の「ProtectorRS」RWSシリーズ（一部サブタイプ含む）、3種類の「Protector RT」無人砲塔シリーズに統合された。

## 来歴
最初の量産型であるM151 プロテクターはストライカー装甲車の標準装備としてアメリカ陸軍に採用された。また、オーストラリア軍のASLAV-PC装甲兵員輸送車、カナダ軍のRG-31対地雷装甲車にも搭載されている。
発展型のM153 プロテクターはアメリカ軍のRWS調達プログラムであるCROWS（Common Remotely Operated Weapon Station）の要求に応じM151を改良したもので、アメリカ軍にCROWS IIとして採用され、ハンヴィーやM1A2 SEPV2、各種MRAP（マックスプロ、RG-31、M-ATV、バッファローなど）に搭載されている。

## バリエーション
2021年以降のラインナップは以下の通り。旧モデル・バリエーションは製造終了
| モデル名        | 旧モデル・バリエーション名           | 備 考                                            |
| RS2             | Protector Lite, Protector Super Lite | 軽量型RWSモデル                                  |
| RS4             | M151, M153 (CROWS)                   | 標準型RWSモデル                                  |
| RS4 low profile | PROTECTOR CROWS LOW PROFILE          | RS4の全高を低く抑えた低姿勢（low profile）モデル |
| RS4 naval       | RWS naval, Sea Protector             | 艦艇向けモデル                                   |
| RS6             | RWS LW30, M153 (CROWS)               | 30㎜機関砲搭載モデル                             |
| RT20            | MCT-30                               | 軽量型30㎜無人砲塔                               |
| RT40            | MCT-30                               | 標準型30㎜無人砲塔                               |
| RT60            | MCT-40                               | 重量型30/40mm無人砲塔                            |

### プロテクター RS2
PROTECTORファミリー最軽量モデル
Protector LiteやProtector Super Liteの経験を反映し新規設計した後継モデルであり、武器・弾薬を除く重量は60～80㎏
5.56㎜機関銃から12.7㎜重機関銃まで対応しており、リングマウントやピントルマウントに装着した機関銃の代替として想定されている。
標準型のRS4と共通の設計基準で設計されており、ユーザーインターフェイスや操作方法は共通している
モジュラー構造を採用しており、センサーや弾倉等を換装可能となっており、またUGVに搭載する事も可能である。
旧モデル
- プロテクター ライト（Protector Lite）

5.56㎜又は7.62mm汎用機関銃搭載用の小型バージョン。武器・弾薬を除く重量約74kg。
- プロテクター スーパーライト（Protector Super Lite）

最も小型のバージョンで、兵士によって運搬し、地上設置して使用できる可搬型バージョン。武器・弾薬を除く重量約30kg。

### プロテクター RS4
M151/M153の発展型であり、原型を含め世界で20000基が運用されているPROTECTORファミリー標準モデル
機関銃や対戦車ミサイルなど、小口径から中口径兵器用に設計されたシステムであり4軸安定化により精密な射撃が可能、武器・弾薬を除く重量は135～180㎏
オープンアーキテクチャによって戦場管理システム（BMS）やアクティブ防護装置、レーザー警報装置、統合コンピュータシステムと統合が可能であり、車両乗員間のRWS制御の授受、1人のオペレーターでの複数のRWSの制御、データリンクでの遠隔制御等が可能となっている。
米陸軍に対し、原型も含めCROWS IIとして供給する2007年から5年間の第1次契約、2012年から5年の第2次契約、2018年から5年の第3次契約を締結している。
旧モデル
- M151 プロテクター（M151 Protector）

M240機関銃、M2重機関銃、Mk.19 40mm グレネードランチャー搭載用。重量約135kg（火器含まず）。アメリカ陸軍のストライカー装甲車をはじめ、様々な装甲戦闘車両に装備されている。
- M153 プロテクター（M153 Protector）

M249軽機関銃、M240汎用機関銃、M2重機関銃、Mk.19 40mm グレネードランチャー搭載用。重量約172kg（火器含まず）。M151との外見上の相違点として、光学機材両側面への防弾板追加と、弾倉の大型化が挙げられる。アメリカ軍ではCROWS IIとして採用。
- プロテクター デュアル（Protector Dual）

同軸で2種類の火器を装着可能な改良型。M153に類似する形状で、左側面に弾倉、空いている右側面に同軸機銃を搭載可能。中央に12.7mm重機関銃または40mm グレネードランチャーなどを装備し、サイドに5.56mmまたは7.62mm機関銃を搭載するといった使用方法が可能である。
- プロテクター NM221（Protector NM221）

プロテクター デュアルに類似するシステム。右側の同軸機銃の代わりに、対戦車ミサイルなどの火器の装備が可能となっている。
- プロテクター ノルディック（Protector Nordic）

光学機器を改良したノルウェー軍向けの改良型。外見はM153に類似する。

### プロテクター RS4 Low Profile
プロテクター RS4の全高を抑え、戦車長等の視界を確保し被探知性を低減させたモデル
搭載火器はM240機関銃、M2重機関銃で、NATO標準の弾薬箱を設置可能
EO/IRのデュアルカメラを装備し、オートフォーカス・電子ズーム機能を有する。EOカメラは最大45度の広視野角を確保可能であり、電子ズームは最大30倍まで拡大可能
レーザー測距計を備え、また自動照準機能を有する。
米陸軍M1A2 SEP V3用のRWSに採用されている

### プロテクター RS4 NAVAL
プロテクターRS4の艦載用モデル
海水からセンサー系を保護するための耐腐食クリーニングシステムを有する
旧モデル
- シープロテクター（Sea Protector）

艦載型。重量は約135kgで、外観もM151とほぼ同じである。

### プロテクター RS6
M230 30mmチェーンガン（XM914）を搭載可能な重火力RWS
「M230 30mmチェーンガン/M240 7.62mm機関銃」の連装又は「Mk19 40㎜グレネードランチャー/M2重機関銃」の連装を選択可能であり、それに加えてジャベリン対戦車ミサイル×1基又はスティンガー対空ミサイル×2基を追加装備可能である。重量は兵装無しで342㎏
米海兵隊低高度防空 (LAAD) 大隊用の対ドローン防空システム「MADIS（Marine Air Defense Integrated System）」として選定されている。
MADIS RWS はL-ATVに搭載され、MADIS MK1はM230/M240連装＋スティンガー×2基」、MADIS MK2はM230/M240連装＋対空レーダー」を装備する。

### プロテクター RT20
軽量型無人砲塔
XM813 30/40mm ブッシュマスター機関砲を搭載し、重量は1250㎏
プログラマブル式エアバースト弾を使用可能であり、積載砲弾は75発、他に7.62㎜同軸機銃等を装備可能である。
RT40より軽装甲であり、RT40の重量に耐えられない小型車両向け

### プロテクター RT40
無人砲塔の標準モデル
XM813 30/40mm ブッシュマスター機関砲を搭載し、重量は2450㎏
プログラマブル式エアバースト弾を使用可能であり、積載砲弾は75発、他に7.62㎜同軸機銃等を装備可能である。
ストライカー装甲車の火力強化型、XM1296 ストライカーICVDの試作車両に使用されている

### プロテクター RT60
無人砲塔の重量型モデル
XM813 30/40mm ブッシュマスター機関砲を搭載し、重量は3500㎏
プログラマブル式エアバースト弾を使用可能であり、積載砲弾は75発、他に7.62㎜同軸機銃等を装備可能である。
RT40より重装甲となり、装軌式歩兵戦闘車向けの製品となる
旧モデル
- プロテクター ミディアムキャリバー（Protector Medium Caliber）

20-50mm機関砲を搭載可能。5.56mmまたは7.62mm口径の同軸機銃を搭載可能。重量約2,000kg。

### その他
旧モデル
- プロテクター 非致死性エフェクター搭載型（Protector with Non Lethal Effectors）

サーチライト、LRADなどを組み込んで、暴徒化したデモ隊への対応などの非致死性が要求される任務に使用可能としたRWS。

## 採用国
アメリカ合衆国
ストライカー装甲車の標準装備としてM151が採用された。また、CROWS IIとしてM153が採用され、広範に使用されている。
 オーストラリア
ASLAV-PCにM151を搭載している。発煙弾発射機は同国仕様の物に変更されている。
 カナダ
RG-31にM151を搭載している。発煙弾発射機は同国仕様の物に変更されている。
 クロアチア
イスラエルのラファエル社製RWSであるサムソン RCWSとの比較検討の結果、M151が採用され、パトリアAMVへ搭載された。
 チェコ
イヴェコ LMVへの搭載例がある。
 フィンランド
クロアチアと同様、パトリアAMVへの搭載例がある。
 フランス
VAB装甲車への搭載例がある。
 アイルランド
ピラーニャIIIへの搭載例がある。
 ルクセンブルク
ATF ディンゴ2への搭載例がある。
 オランダ
ボクサー装輪装甲車への搭載例がある。
 ノルウェー
CV 90、M113装甲兵員輸送車、イヴェコ LMVへの搭載例がある。また、ノルウェー海軍においてフリチョフ・ナンセン級フリゲートおよびシェル級ミサイル艇にシープロテクターが搭載されている。
 ポルトガル
パンデュールIIへの搭載例がある。
 スロベニア
クロアチアと同様、パトリアAMVへの搭載例がある。
 スイス
ピラーニャIへの搭載例がある。
 スウェーデン
XA-180装甲兵員輸送車、パトリアAMV、アーチャー自走榴弾砲、RG-32への搭載例がある。
 イギリス
マスティフPPVへの搭載例がある。

## 画像

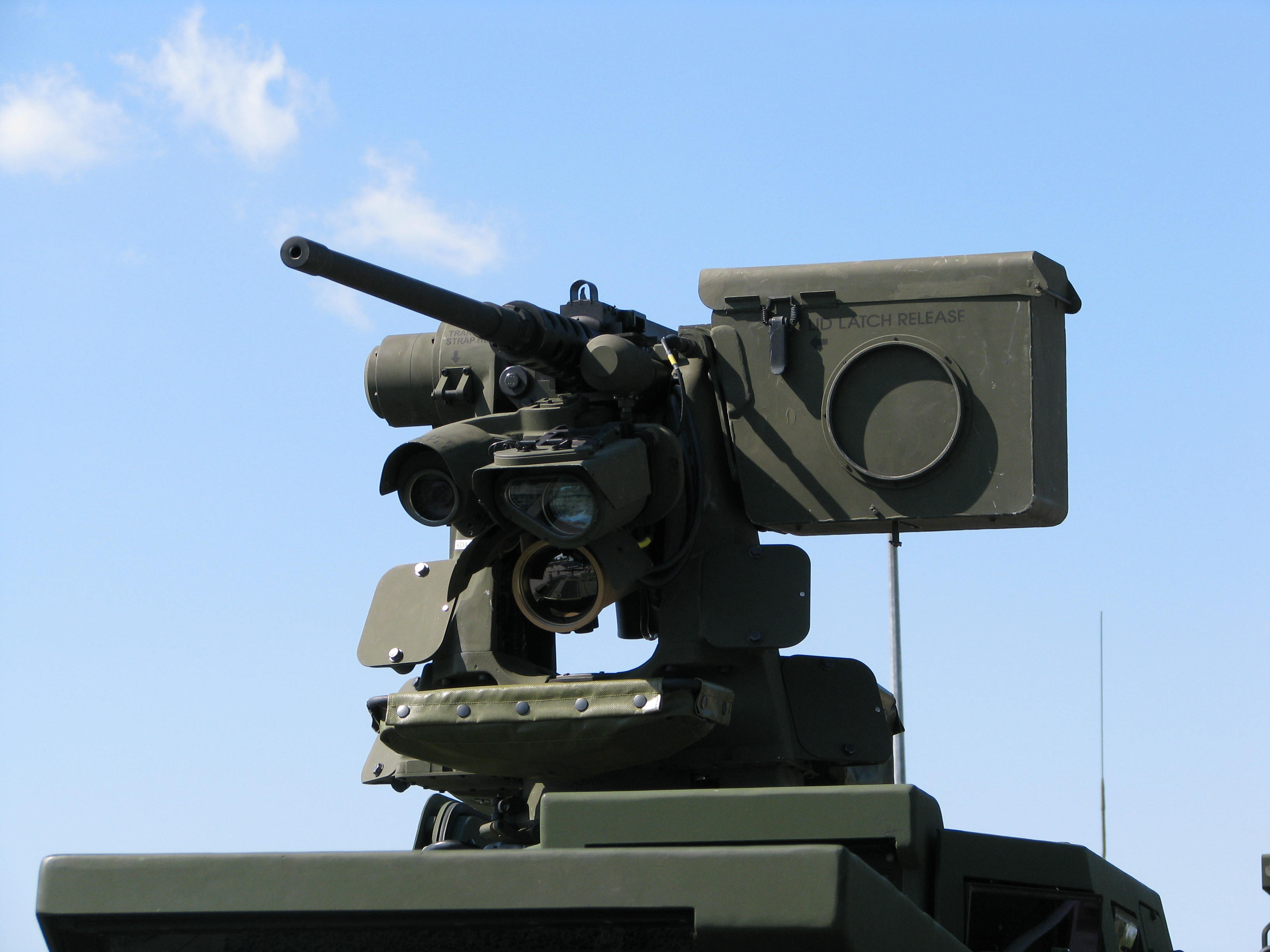
クロアチアのパトリアAMVに搭載されたM151
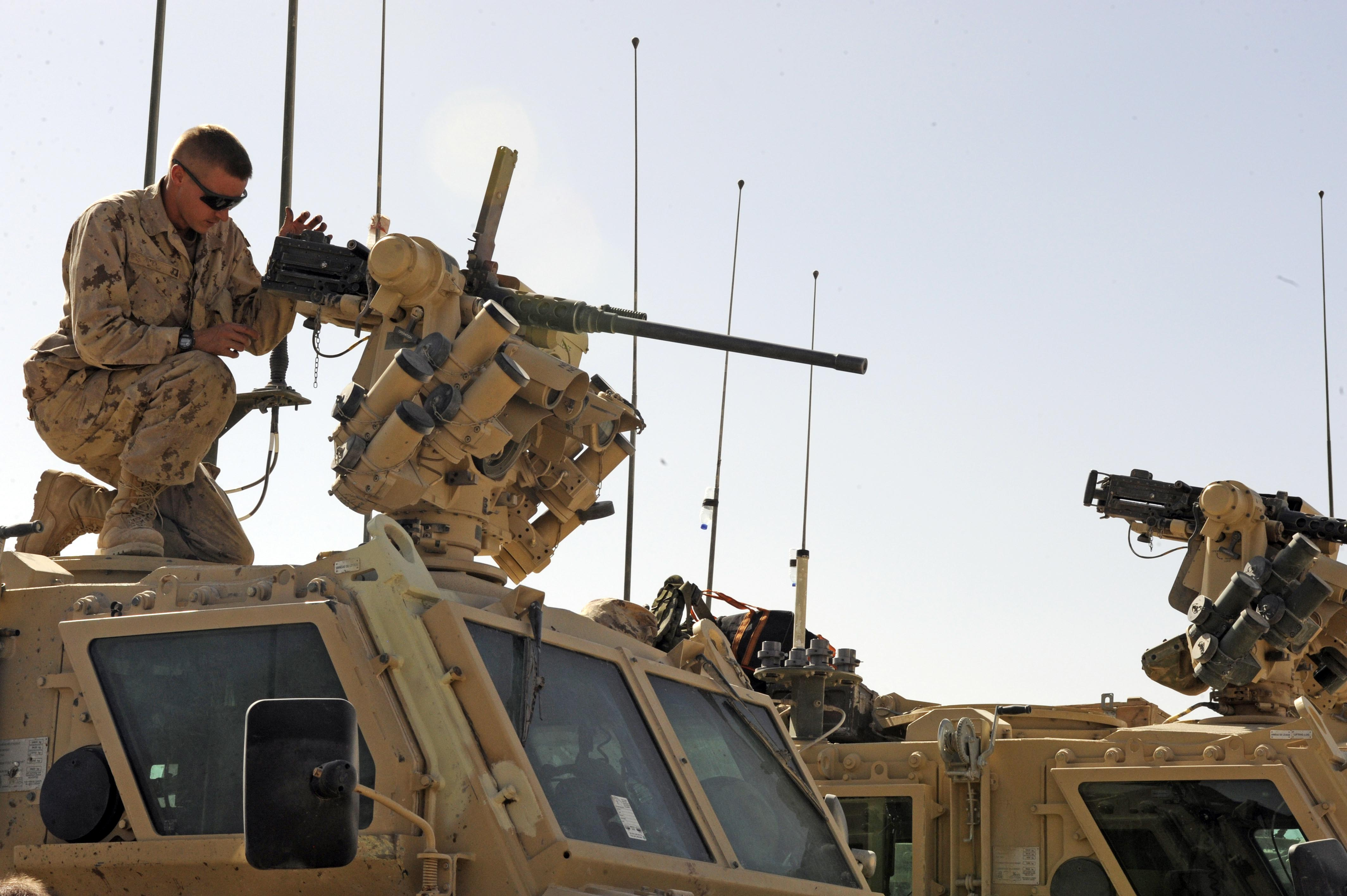
カナダのRG-31に搭載されたM151
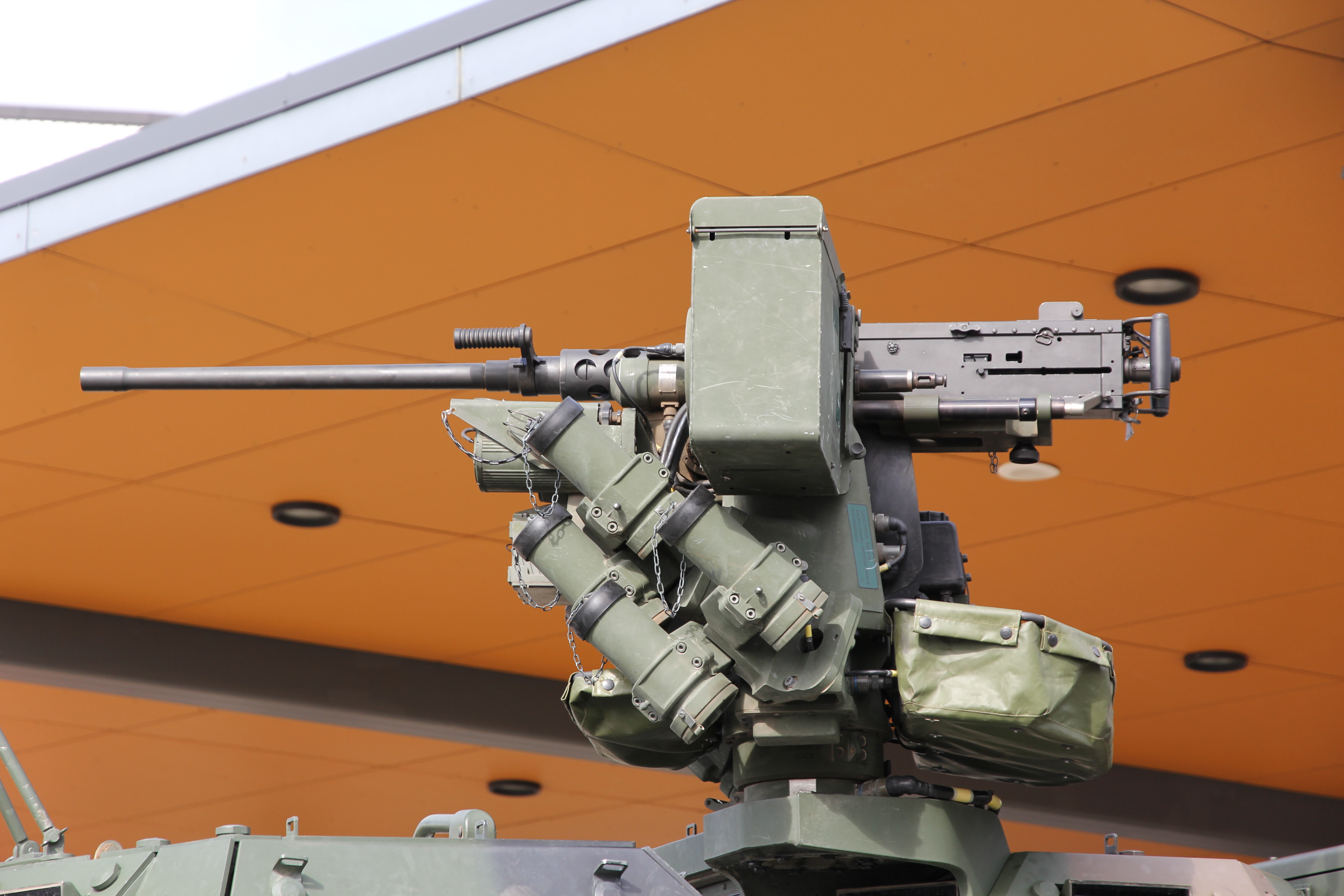
フィンランドのパトリアAMVに搭載されたM151
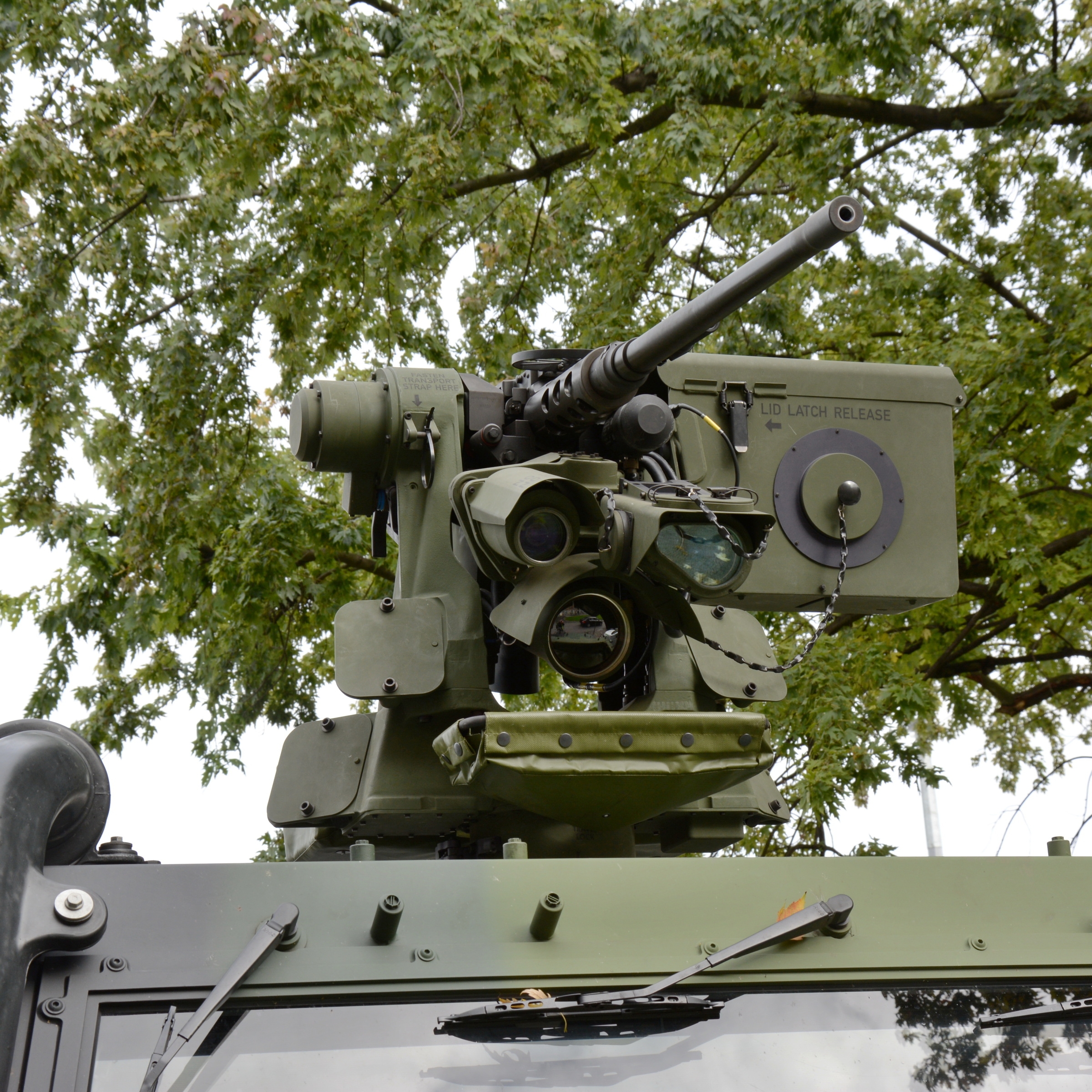
チェコのイヴェコ LMVに搭載されたM151
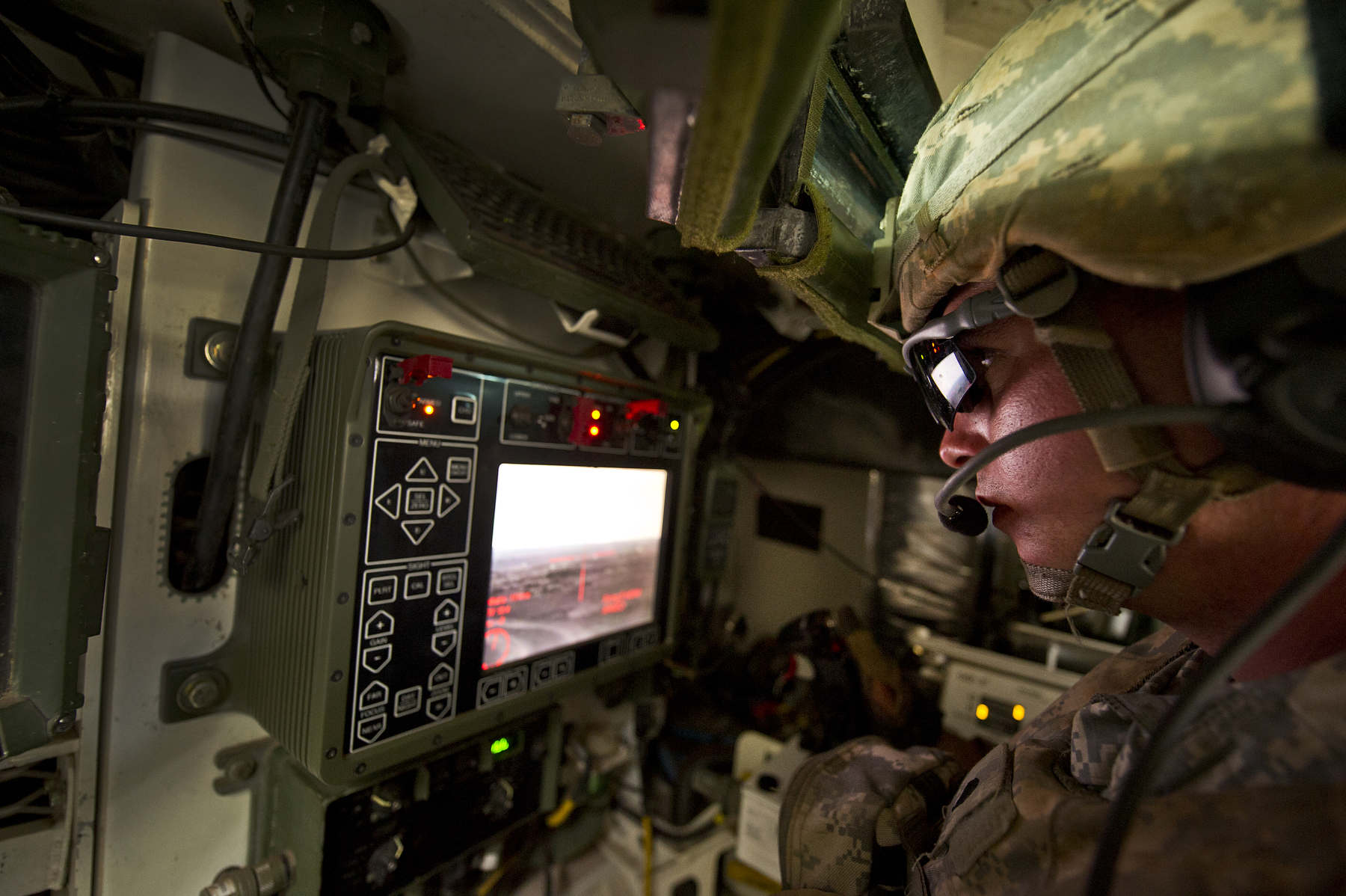
ストライカー装甲車内のM151の操作部
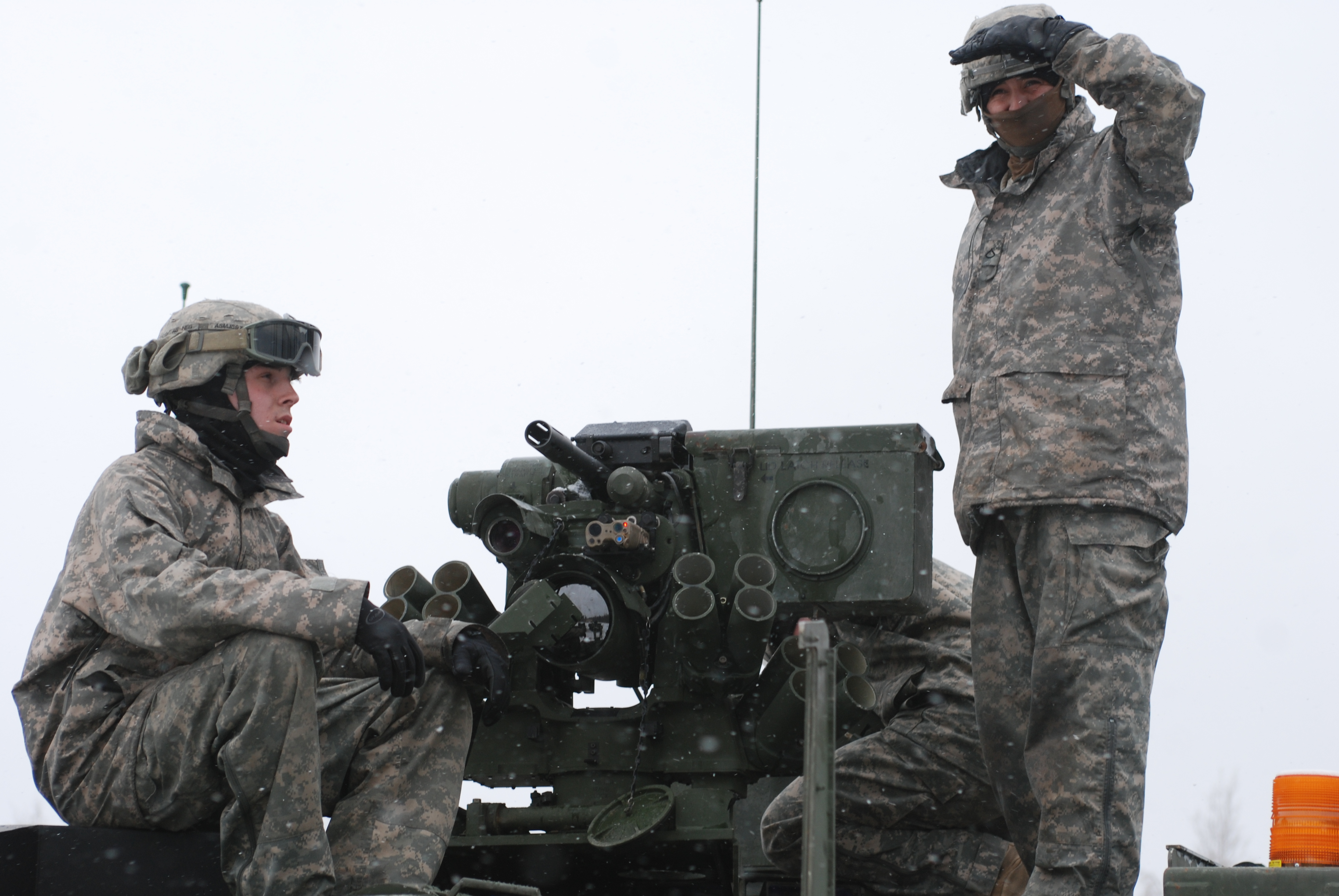
Mk.19 40mm グレネードランチャーを搭載したM151
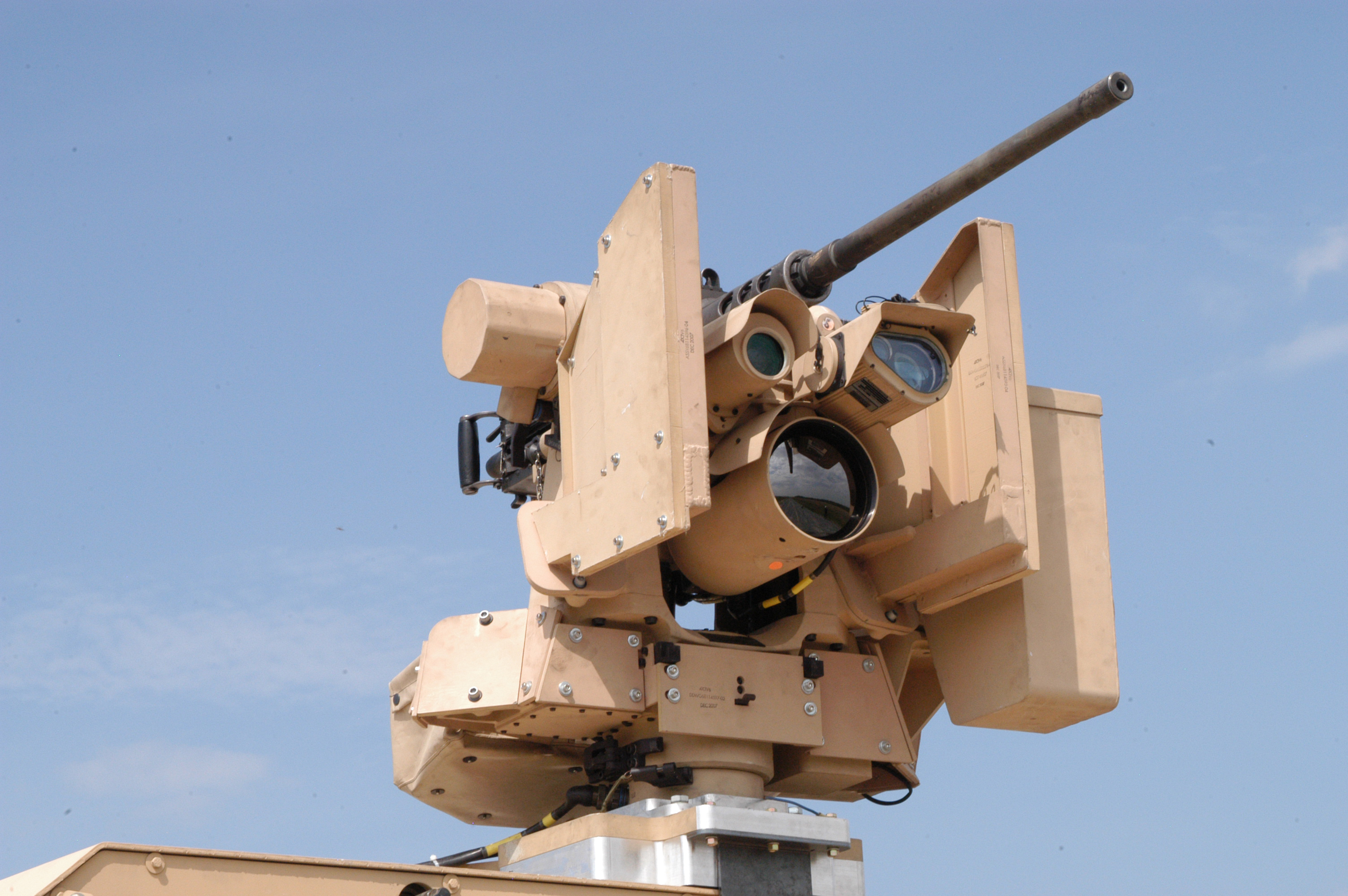
M153。CROWS IIとしてアメリカ軍に採用された
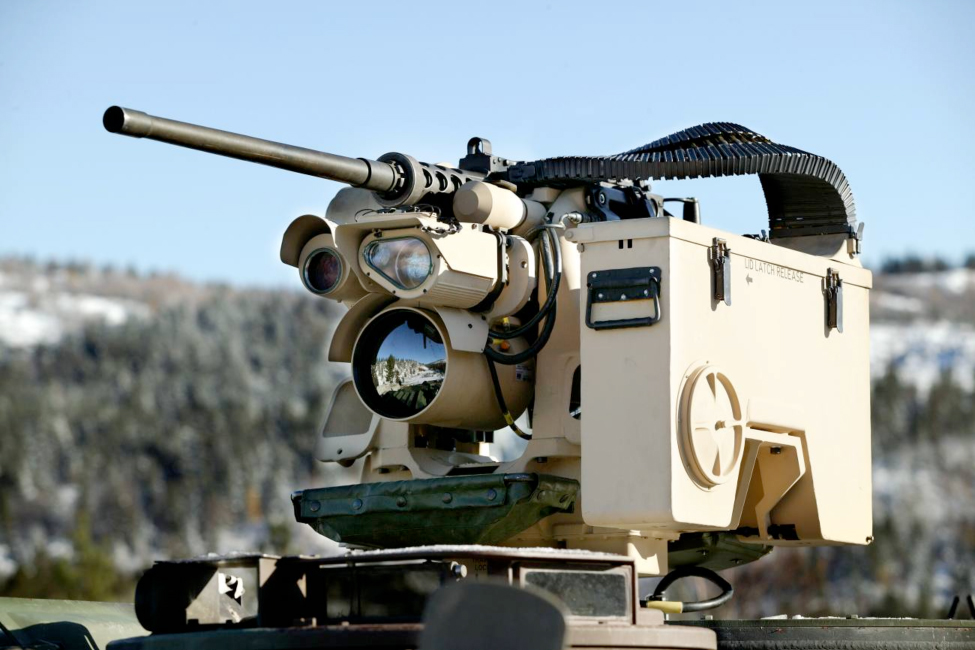
M153。弾倉が大型化されている